# Јевик (Опланд)
Јевик (норв. Gjøvik) је значајан град у Норвешкој. Град је у оквиру покрајине Источне Норвешке и седиште и највећи град округа Опланд.

## Географија
Град Јевик се налази у јужном делу Норвешке. Од главног града Осла град је удаљен 120 km северно од града.
Јевик се налази у средишњем делу Скандинавског полуострва. Град се развио на обали језера Мјеса, у области Тотен. Изнад града се стрмо издижу планине. Сходно томе, надморска висина града иде од 120 до преко 220 м надморске висине.

## Историја
Први трагови насељавања на месту данашњег Јевика јављају се у доба праисторије. Данашње насеље основано је у средњем веку. Тек почетком 19. века оно добила црте трговишта, па је 1861. године проглашено градом.
Током петогодишње окупације Норвешке (1940—45) од стране Трећег рајха Јевик и његово становништво нису значајније страдали.

## Становништво
Данас Јевик има око 18 хиљада у градским границама, односно око 29 хиљада у оквиру општине. Последњих година број становника у граду се повећава по годишњој стопи од 0,3%.

## Привреда
Привреда Јевика се традиционално заснивала на индустрији стакла. Последњих година значај индустрије је умањен, али је значај туризма, трговине, пословања и услуга све већи.

## Збирка слика
- Зграда на главном тргу у Јевику
- Сторгата, главна пешачка улица
- Саборна црква Јевика
- Градска кућа